# Tina St. John
Œuvres principales
- Série Minuit

Tina St. John, née en 1966 dans le Michigan, est une auteure américaine. Sous son nom, elle écrit des romances historiques et elle est également connue sous le pseudonyme de Lara Adrian, sous lequel elle écrit des romans fantasy, telle sa saga vampirique Minuit.

## Sa famille
Sa mère est originaire d'Allemagne (Lorenzreuth en Bavière), mais elle émigre en 1956 vers les États-Unis.

## Biographie
Avant de se consacrer à l’écriture, elle occupe divers emplois dans le milieu administratif. Plus récemment, elle est chef du service du personnel d'un groupe automobile. Elle vit avec son mari sur la Côte de la Nouvelle-Angleterre.
Ses auteurs préférés sont Bram Stoker et Anne Rice.

## Œuvres

### Sous le nom de Tina St. John
- (en) Lord of Vengeance, 1995

#### SérieWarrior
1. (en) White Lion's Lady, 2001
2. (en) Black Lion's Bride, 2002
3. (en) Lady of Valor, 2004

#### SérieDragon Chalice
Cette série a été republiée sous le nom de plume de Tian en 2012.
1. (en) Heart of the Hunter, 2004
2. (en) Heart of the Flame, 2005
3. (en) Heart of the Dove, 2005

### Sous le pseudonyme de Lara Adrian

#### SérieThe Phoenix code
The Phoenix code est une série coécrites avec Tina Folsom. La série a été publiée en deux volumes de deux tomes en 2014 par Obsidian House Books.
1. (en) Cut, 2014 : écrite par Lara Adrian
2. (en) Run, 2014 : écrite par Tina Folsom
3. (en) Hide, 2015 : écrite par Lara Adrian
4. (en) Seeke, 2015 : écrite par Tina Folsom

#### SérieMinuit
Préquelle Songe de minuit, Milady, 2018 ((en) A Touch of Midnight, 2013)Nouvelle parue dans le recueil Soleil de minuit
1. Le Baiser de minuit, Milady, 2011 ((en) A Kiss of Midnight, 2007)
2. Minuit écarlate, Milady, 2011 ((en) Kiss of Crimson, 2007)
3. L'Alliance de minuit, Milady, 2011 ((en) Midnight Awakening, 2007)
4. Le Tombeau de minuit, Milady, 2011 ((en) Midnight Rising, 2008)
5. Le Voile de minuit, Milady, 2011 ((en) Veil of Midnight, 2008)
6. Les Cendres de minuit, Milady, 2012 ((en) Ashes of Midnight, 2009)
7. Les Ombres de minuit, Milady, 2012 ((en) Shades of Midnight, 2009)
8. Captive de minuit, Milady, 2012 ((en) Taken by Midnight, 2010)
9. Au-delà de minuit, Milady, 2013 ((en) Deeper Than Midnight, 2011)
  - Un avant-goût de minuit, Milady, 2013 ((en) A Taste of Midnight, 2011)Nouvelle parue dans l'anthologie Les Amants des ténèbres
10. Après minuit, Milady, 2013 ((en) Darker after Midnight, 2012)
11. Le Fil de l'aube, Milady, 2014 ((en) Edge of Dawn, 2013)
  - La Marque de minuit, Milady, 2018 ((en) Marked by Midnight, 2014)Nouvelle parue dans le recueil Soleil de minuit
12. Le Désir ténébreux, Milady, 2015 ((en) Crave the Night, 2014)
  - Tentation de minuit, Milady, 2018 ((en) Tempted by Midnight, 2014)Nouvelle parue dans le recueil Soleil de minuit
13. Le Lien de minuit, Milady, 2016 ((en) Bound to Darkness, 2015)
  - Caresse de minuit, Milady, 2018 ((en) Stroke of Midnight, 2015)Nouvelle parue dans le recueil Rêves de minuit
14. Aube rebelle, Milady, 2017 ((en) Defy the Dawn, 2016)
  - Le Dragon de minuit, Milady, 2018 ((en) Midnight Untamed, 2016)Nouvelle parue dans le recueil Rêves de minuit
  - Le Sang de minuit, Milady, 2018 ((en) Midnight Unbound, 2017)Nouvelle parue dans le recueil Rêves de minuit
15. L'Illusion de minuit, Milady, 2018 ((en) Claimed in Shadows, 2018)
  - La Lumière de minuit, Milady, 2018 ((en) Midnight Unleashed, 2017)Nouvelle parue dans le recueil Rêves de minuit
16. Les Secrets de minuit, Milady, 2020 ((en) Break the Day, 2019)

#### Série de nouvellesMasters of Seduction
Masters of Seduction est une série de huit nouvelles écrites par des auteures différentes. La série a été publiée en deux volumes de quatre tomes en 2014 par Obsidian House Books.
1. (en) Merciless: House of Gravori, 2014 : écrite par Lara Adrian
2. (en) Soulless: House of Romerac, 2014 : écrite par Donna Grant
3. (en) Shameless: House of Vipera, 2014 : écrite par Laura Wright (en)
4. (en) Ruthless: House of Xanthe, 2014 : écrite par Alexandra Ivy
5. (en) Priceless: House of Ebarron, 2014 : écrite par Lara Adrian
6. (en) Boundless: House of Drohas, 2014 : écrite par Donna Grant
7. (en) Dauntless: House of Trevanion, 2014 : écrite par Laura Wright (en)
8. (en) Reckless: House of Furia, 2014 : écrite par Alexandra Ivy

## Prix
- 1999 - Romantic Times Reviewer's Choice Award dans la catégorie Best Medieval Historic Roman pour Lord of Vengeance.
- 2002 - Booksellers' Best Award pour sa romance historique White Lions Lady.
- 2002 - Rio Award dans la catégorie Runners up pour sa romance historique Black Lion's Bride.
- 2004 - Romantic Times Reviewer's Choice Award dans la catégorie Best Historical Romantic Adventure Award pour Heart of the Hunter.